# Stojła
Stojła (ukr. Стигла) – wieś na Ukrainie w obwodzie tarnopolskim, w rejonie czortkowskim, nad Dniestrem.
Przynależność administracyjna przed 1939 r.: gmina Koropiec, powiat buczacki, województwo tarnopolskie.
Do 2020 w rejonie monasterzyskim.